# Kawasaki P-1
Kawasaki XP-1 (tên cũ P-X) là một loại máy bay quân sự của Nhật Bản, hiện vẫn đang được phát triển, nó sẽ được dùng để thay thế cho loại máy bay tuần tra biển P-3C của Lực lượng Phòng vệ Biển Nhật Bản.

## Tính năng kỹ chiến thuật (XP-1)
Dữ liệu lấy từ flightglobal.com
Đặc điểm tổng quát
- Tổ lái: Tổ bay: 2 . Sĩ quan vận hành: 11
- Chiều dài: 38 m (124 ft 8 in)
- Sải cánh: 35,4 m (114 ft 8 in)
- Chiều cao: 12,1 m (39 ft 4 in)
- Trọng lượng cất cánh tối đa: 79.700 kg (176.000 lb)
- Động cơ: 4 × IHI Corporation XF7-10 kiểu turbofan, 13.500 lbs (60 kN) mỗi chiếc

 Hiệu suất bay 
- Vận tốc cực đại: 996 km/h (538 knot, 619 mph)
- Vận tốc hành trình: 833 km/h (450 knot, 516 mph)
- Tầm bay: 8.000 km (4.320 nm, 4,970 mi)
- Trần bay: 44.200 ft (13.520 m)

Trang bị vũ khí

- Bom: 20.000+ lb (9.000+ kg)
- Tên lửa: AGM-84 Harpoon, ASM-1C, AGM-65 Maverick
- Sonobuoy: 30+ Pre-loaded, 70+ Deployable from inside
- Khác: Ngư lôi MK-46 và Type 97 và (G-RX5), mìn, bom chìm

Hệ thống điện tử

- Radar: Toshiba, hệ thống radar quét mảng pha điện tử chủ động
- Sonar: NEC, hệ thống dẫn đường âm thanh
- Hệ thống chồng tàu ngầm:SHINKO ELECTRIC CO.LTD., hệ thống định hướng chiến đấu tiên tiến
- Khác: Mitsubishi, đối kháng điện tử (CMD, RWR, MWS, ESM)